# Proceso 8000
El proceso 8000 fue el proceso judicial emprendido contra el entonces presidente de Colombia, Ernesto Samper, bajo la acusación de recibir financiación del narcotráfico para su campaña presidencial. Su origen fue el hallazgo de un expediente con ese número en la Fiscalía de Cali, que correspondía a un allanamiento hecho a las oficinas de un contador de nacionalidad chilena, Guillermo Pallomari, vinculado al Cartel de Cali. El material se encontraba inactivo a pesar de contener datos que indicaban la posibilidad de que varias campañas políticas al Congreso habrían recibido aportes económicos de origen ilícito.
A  pesar de que ese número se limita exclusivamente a este expediente, los medios lo convirtieron en eslogan y símbolo de todo el fenómeno posterior, cuando se investigó la campaña del presidente Samper. Se investigó y condenó a prisión a congresistas, candidatos y ministros.

## Antecedentes
Lo primero que hay que precisar es que la infiltración de dineros ilegales a la campaña presidencial de Ernesto Samper Pizano es diferente al nombrado “proceso 8000” que tuvo lugar el mismo año de la posesión de Samper en la presidencia. Fueron los medios de comunicación quienes en su afán de presionar la renuncia del nuevo presidente y buscar la condena mediática y judicial atribuyeron el mismo número de caso a la investigación que hizo la Comisión de Acusaciones a Samper: que en últimas lo que consiguieron fue estigmatizar su gobierno y borrar de la opinión pública las políticas sociales y económicas que implantó durante su mandato.
Es importante tener en cuenta el contexto en el que Ernesto Samper llegó a la presidencia: era el primer candidato progresista que en los años 90 ganaba la contienda. Los narcotraficantes habían permeado varias esferas de la vida pública, incluida la política, y lo hicieron con el propósito de negociar sobre sus intereses. Desde que inició su mandato tenía diferencias con los Estados Unidos porque en los años 80 había defendido la legalización de la marihuana y como presidente, prefería el Plan Colombia con sustitución social de cultivos y no uno donde prevaleciera la erradicación forzosa, impulsada por la fracasada guerra contra las drogas.
La noticia sobre el ingreso de dinero ilegal, luego del triunfo de Samper, fue sorpresiva para él. Ya ejerciendo como Presidente de la República se enteró, por los medios de comunicación y los famosos “narcocasetes”, que los narcotraficantes Miguel y Gilberto Rodríguez Orejuela afirmaban que el Cartel de Cali había financiado las campañas de Ernesto Samper Pizano y Andrés Pastrana Arango. Inmediatamente Samper escuchó las cintas, y le exigió al Fiscal Gustavo de Greiff iniciar la investigación  .
La entrega de este material a los periodistas colombianos, la hizo Andrés Pastrana, político opositor a quién Samper venció en las elecciones a la presidencia en 1994. Las grabaciones fueron tomadas y editadas por un equipo liderado por la DEA y avalado por el ministro de Defensa de ese entonces, Rafael Pardo. En primera instancia, el objetivo de las cintas era tener información de los dos candidatos a la presidencia, pero con la instrucción de centrarse en la del posible ganador, Ernesto Samper, a quien desde un principio querían vincular con el Cartel de Cali.
La procedencia de las grabaciones sigue aún en duda, porque cuando Ernesto Samper recibió las cintas, estas ya habían sido editadas. Por eso, y para mayor certeza, el expresidente le solicitó a su contradictor Andrés Pastrana, que al ser los protagonistas de los hechos, exigieran a la Fiscalía General de la Nación que investigara. Pastrana no aceptó que el órgano de control validara las grabaciones, lo cual torpedeó el proceso investigativo. Para ese entonces, Gustavo de Greiff quien fungía como Fiscal General, sólo pudo investigar lo relacionado con las grabaciones y financiación de la campaña de Ernesto Samper y consideró que los “narcocasetes”  eran pruebas ilegales porque las cintas carecían de cadena de custodia y existían evidencias sobre su manipulación. 

## Financiación de la campaña
Sobre la financiación de su campaña, Ernesto Samper conoció diferentes hechos, gracias a la investigación exhaustiva de su hermano, Juan Francisco (Q.E.P.D) quien, empezó a reconstruir los soportes de contabilidad que estuvieron bajo responsabilidad de los administradores de la campaña, Fernando Botero, gerente y Santiago Medina, tesorero. Como resultado, Juan Francisco Samper encontró el ingreso de dineros sospechosos y de contribuciones no registradas en la contabilidad oficial de la campaña.
Las investigaciones evidenciaron que los administradores de la campaña: Fernando Botero y Santiago Medina aprovecharon el ingreso de la donación legal, que Julio Mario Santo Domingo hizo en la segunda vuelta de la campaña presidencial de Ernesto Samper Pizano. El acuerdo al que llegaron el entonces candidato y el empresario Santo Domingo era que, para gestionar de manera legal su contribución, que era superior a seis millones de dólares, algunos recursos se depositarían en Estados Unidos, en la cuenta de Fernando Botero Angulo, el ilustre pintor colombiano y padre de Fernando, el gerente de la campaña de Samper Presidente.
La orden que se dio para que los dineros de la contribución ingresaran de forma legal era que las divisas fueran monetizadas en pesos para poderlas usar en campaña. Por esta razón, para el expresidente Samper no era extraño que ingresaran dineros a través de Panamá porque era lo acordado con el donante, el empresario Santo Domingo.
Lo que en realidad estaba sucediendo era que los recursos que estaban entrando eran ilegales y constituían a los fondos que los administradores de la campaña, Fernando Botero Zea y Santiago Medina, habían convenido con el Cartel de Cali. 
La estrategia era: por una ventanilla entraban en Colombia los recursos ilegales del Cartel de Cali, mientras que los aportes lícitos en dólares donados por el empresario Santo Domingo, se quedaron en las cuentas personales del pintor, Fernando Botero Angulo que eran  manejadas por su hijo,  gerente de la campaña de Samper.  
Finalmente  se comprobó que salieron más fondos de los que entraron, es decir, no hubo un desequilibrio en la financiación de la campaña por cuenta de los dineros girados por el Cartel de Cali, porque sus administradores se robaron más de lo que ingresaron.
En la investigación, las cintas también demostraron que jamás hubo un acuerdo formal de la campaña con el Cartel de Cali, como contraprestación de los aportes, que solo estaban enterados los administradores y hechos que el presidente Samper conoció junto a todos los colombianos con el curso de las investigaciones.
En 1996 el Fiscal  Alfonso Valdivieso denunció a Samper ante la Comisión de Acusaciones cuando recibió el cambio de versión de Fernanado Botero Zea. Esta denuncia se convirtió en acusación, pero el Fiscal no era el órgano competente para juzgar al presidente: así fue como Valdivieso no respetó el derecho a  la presunción de inocencia de Samper. Otro proceso con el cual violaron el debido proceso en la investigación de la Cámara de Representantes, es que el día de su juicio no le permitieron el ingreso a la Comisión de Acusaciones al abogado del expresidente Samper y el fiscal seguía como ente acusador.
Después de las investigaciones hechas por la Comisión de Acusaciones de la Cámara de Representantes que, según lo dispone la Constitución Nacional es el juez competente para juzgar al Presidente de la República, el 12 de junio de 1996 la Cámara de Representantes absolvió a Ernesto Samper Pizano con 111 votos a favor y 43 en contra. En el registro se ve que cada uno de los congresistas votó a conciencia, y no hubo decisiones de partidos o movimientos. Antes de tomar esta resolución, los representantes habían sido amenazados con ser acusados por prevaricato, sin embargo, votaron y  el contenido de la decisión fue avalado por las Altas Cortes.
A pesar de que la Comisión de Acusaciones absolvió al presidente Ernesto Samper de este caso, los medios de comunicación no le informaron a la ciudadanía, a gran escala o con tanto eco, como sí lo hicieron con el proceso. Permitiendo así, que prevalezca el sesgo, que crearon  desde el inicio de la campaña mediática contra el mandatario..
Después de la absolución se esperaba una mejor relación con Estados Unidos, sin embargo, existe un cable entre la Embajada de EEUU y la DEA en el que proponen mantener la presión contra Samper porque entre 1996 y 1997 tampoco aprobó continuar con la fracasada guerra contra las drogas.
La retaliación más fuerte por parte de EEUU, fue en junio de 1996 cuando le anunciaron al expresidente Samper la pérdida de su visa. Aquí el portavoz del Departamento anunció que se trataba de una sanción personal debido al “ingreso de dineros del narcotráfico a su campaña”, esta afirmación desconoció la absolución que el Congreso de la República de Colombia había anunciado: esto no fue más que un acto político para continuar la desestabilización del Gobierno Samper.
Con los hallazgos y las investigaciones judiciales, en su rendición de cuentas ante el Congreso el 20 de julio de 1998, el expresidente Samper reconoció que el Cartel del Cali consiguió infiltrar su campaña gracias a la complicidad, judicialmente demostrada años posteriores, de sus administradores Fernando Botero y Santiago Medina.
La justicia se encargó de hacer su trabajo y en 2001 acusó a Botero por el delito de hurto agravado y abuso de  confianza. La sentencia 22412 del 24 de enero de 2007 confirma la condena a Fernando Botero Zea por hurto agravado con dolo y abuso de confianza. En los dos casos se demuestra de qué manera los dineros fueron criminalmente desviados en su propio beneficio.  
En el año 2021, Andrés Pastrana también asistió a la Comisión de la Verdad para dar sus aportes, sin embargo no dijo nada nuevo. Llevó  una carta  de los Rodríguez Orejuela, que ya había presentado hace 10 años, pero en esta ocasión tuvo respuesta inmediata de los hermanos, donde afirmaron que Pastrana: “pretende posar de víctima de la corrupción sin incluirse usted mismo en dicha corrupción” y dicen que  la carta donde incriminan a Samper fue producto de un chantaje, a cambio de no ser extraditados.

## Medios de comunicación
Desde que inició este escándalo, los periodistas fueron los primeros en prestar sus nombres para ventilar pruebas, que ni la justicia calificaba como válidas. Por eso, sin derecho a alguna defensa los columnistas y periodistas iniciaron su campaña por deslegitimar el gobierno de Samper, exigir su renuncia y navegar sobre opiniones propias, sin ética profesional alguna. El principal medio de comunicación que demostró estar en contra fue la Revista Semana en el que según Elvia Acevedo, este medio dedicó en ese año, 4 de cada 5 portadas a hablar del proceso 8000 y El Tiempo, por su parte, publicó 721 noticias sobre el tema del proceso en contra del expresidente Samper.
En 1995 Alfoso Valdivieso quien reabrió el caso de la financiación de la campaña  y le adjudicó el sonado número 8000, que nada tenía que ver con ese caso, si no que era el proceso que  involucraba a algunos líderes regionales de recibir dineros del Cartel del Cali. El fiscal Valdivieso, sin embargo decidió llamarlo 8000, supuestamente por unos documentos que contenían pruebas en contra de Samper y que encontró en un allanamiento a los Rodríguez Orejuela: desde ese momento ante la opinión pública quedaron ambos casos como si fueran el mismo.
Sin embargo, en 2017 el General y ex vicepresidente Óscar Naranjo publicó en su libro que esos documentos “donde habían supuestas pruebas y por el cual lo llamaron proceso 8000 no contenía nada que implicara a Ernesto Samper”, esto muestra que fue un elemento más de la conspiración judicial y mediática contra el exmandatario.

## El proceso 8000
Este es el número del proceso que llevó los casos de investigación de las vinculaciones regionales de los políticos del Valle del Cauca con el Cartel de Cali. Las indagaciones evidenciaron una serie de pagos que, Guillermo Pallomari, el contador del Cartel, le hizo a parlamentarios y líderes regionales del Partido Liberal. Cuando Ernesto Samper se enteró de las vinculaciones dio instrucciones de trasladarlos a la fiscalía.
Por eso, si hubiera existido algún tipo de compromiso por parte de Ernesto Samper, como presidente no hubiera demostrado la premura con que exigió la investigación de la Fiscalía General y mucho menos habría perseguido y desmantelado el Cartel de Cali en su gobierno. 
En su momento, se abrieron las investigaciones y solo aparecieron vinculados parlamentarios liberales que estaban relacionados con la campaña de Ernesto Samper. Pero no hubo evidencias de investigaciones significativas que comprometieran las campañas de parlamentarios conservadores. Pero, años más tarde se encontró que también estaban implicados y como afirmaron los Rodriguez Orejuela: ayudamos en los últimos 50 años del siglo pasado tanto a Liberales como a Conservadores.
En el Proceso 8.000 se estrenó la justicia negociada, que entonces no tenía rostro y basaba su eficacia en conseguir delaciones, realizar filtraciones de expedientes, validar acusaciones anónimas y destacar noticias fuera de contexto para producir un impacto mediático, político y jurídico, pasando por el debido proceso del acusado que empieza por la presunción de su inocencia. 
Los medios de comunicación colombianos lo convirtieron en “el mayor escándalo de la historia política de Colombia”  aún en contra de la ética profesional porque no existen pruebas contundentes y el Congreso, quien debe juzgarlo, declaró a Ernesto Samper inocente.

## Un caso de Lawfare
El caso del expresidente Samper es el pionero en América Latina de lo que hoy se conoce en el derecho angloamericano como lawfare y que consiste en la utilización de espacios y actores judiciales para entablar guerras jurídicas a fin de estigmatizar, desacreditar y condenar a personas importantes, generalmente líderes progresistas. Es la judicialización de la política, el empleo de la ley con propósitos políticos. 